# Philip Leder
Philip Leder (Washington, D.C., 19 de novembro de 1934) é um geneticista estadunidense.

## Prêmios
Leder foi premiado diversas vezes e é membro da Academia Nacional de Ciências dos Estados Unidos, da Academia de Artes e Ciências dos Estados Unidos e da Academia Nacional de Medicina dos Estados Unidos. Seus prêmios incluem o Prêmio Lasker (1987), a Medalha Nacional de Ciências (1991), o Prêmio Harvey (1983) e o Prêmio Heineken por Bioquímica e Biofísica (1990), concedido pela Academia Real das Artes e Ciências dos Países Baixos.